# Jean-Pierre Nouveau
Pour les articles homonymes, voir Nouveau.
Jean-Pierre Nouveau, né le 14 avril 1921 à Marseille et mort le 28 octobre 1991 à Paris, est un militaire et résistant français, Compagnon de la Libération. Jeune étudiant se ralliant à la France libre, il participe aux combats de la 2e division blindée en France et en Allemagne, puis à la guerre d'Indochine.

## Biographie

### Jeunesse
Jean-Pierre Nouveau naît le 14 avril 1921 à Marseille.

### Seconde Guerre mondiale
Après l'armistice du 22 juin 1940, il cherche à se rallier à la France libre. Or son père, Louis Nouveau, est le chef de la région sud pour le réseau Pat O'Leary, spécialisé dans l'exfiltration par l'Espagne de pilotes de la Royal Air Force. Avec l'assistance du réseau, il part vers l'Espagne le 6 mars 1941 mais se fait arrêter à la frontière avec le Portugal. Suspecté à tort du meurtre d'un garde civil, il est interrogé et torturé. Se faisant passer pour un citoyen canadien, c'est grâce à l'intervention du consulat britannique qu'il est libéré. Il arrive finalement en Angleterre en octobre 1941 et s'engage dans les forces françaises libres où il est d'abord affecté à l'escadron mixte de Jacques Branet. Entré à l'école des cadets de la France libre, il est promu aspirant le 1er juin 1943,.
Envoyé au Maroc, il est affecté au 12e régiment de chasseurs d'Afrique qui fait partie de la 2e division blindée (2e DB). Chef d'un peloton de chars M4 Sherman, il débarque à Utah Beach avec la 2e DB le 1er août 1944 et participe à la bataille de Normandie,. Lors de la Libération de Paris, le 25 août 1944, il se distingue en détruisant un char Panther. Suivant l'avancée de la division, il participe à la bataille des Vosges puis à la bataille d'Alsace où il s'illustre à nouveau le 20 novembre 1944 en permettant la libération du village de Voyer. Au printemps 1945, Jean-Pierre Nouveau et son régiment sont affectés au détachement d'Armée de l'Atlantique et participe à la réduction des poches de l'Atlantique. Promu lieutenant, il retrouve la 2e DB en Allemagne où il termine la guerre.

### Après-Guerre
Après la capitulation de l'Allemagne, Jean-Pierre Nouveau part pour l'Indochine avec le groupement de marche de la 2e division blindée, initialement destiné à combattre les japonais mais qui, après la capitulation du Japon, se retrouve finalement confronté au Việt Minh dans les prémices de la guerre d'Indochine. Aide de camp de Jacques Massu, il rentre en France en septembre 1946 avant d'être détaché au 1er régiment étranger de cavalerie pour un second séjour en Indochine en 1947. De retour à la vie civile, il travaille avec son père à la tête de l'entreprise familiale d'armement maritime et de courtage en semences.
Jean-Pierre Nouveau meurt le 28 octobre 1991 à Paris.

## Décorations
|  |  |  |  |  |  |
|  |  |  |  |  |  |

| Commandeur de la Légion d'honneur | Commandeur de la Légion d'honneur | Commandeur de la Légion d'honneur | Compagnon de la Libération Par décret du 12 juin 1945 | Compagnon de la Libération Par décret du 12 juin 1945 | Compagnon de la Libération Par décret du 12 juin 1945 | Grand officier de l'Ordre national du Mérite | Grand officier de l'Ordre national du Mérite | Grand officier de l'Ordre national du Mérite |
| Croix de guerre 1939-1945         |                                   |                                   |                                                       |                                                       |                                                       |                                              |                                              |                                              |